# ワルツ第14番 (ショパン)
ワルツ第14番（ワルツだいじゅうよんばん）ホ短調は、フレデリック・ショパンが1830年に作曲したワルツである。いまだ郷里ジェラゾヴァ・ヴォラにいて、華やかな演奏技巧で名をあげようとしていた時期の作品である。出版は死後の1868年（遺作）。クリスティナ・コビラニスカによる作品番号リストではKK IVa/15、モーリス・ブラウンによる作品目録ではB. 56。
後年の作品（第7番）のような抒情的な表現はないが、明るく華やかである。演奏時間も3～4分程度と短く、アンコールピースによく選ばれる。

## 曲の構成
ヴィヴァーチェ。序奏とコーダを伴う三部形式。序奏は主和音を半音ずつ下げて、華やかな演出をするアルペッジョ。ロ音（Ｈ）の連打が主題である。右手のオクターヴにわたるポジションチェンジと半音階的進行とが、ともにピアニスティックな技巧を発揮する。中間部はホ長調で、左手が滑らかな音階を描き、右手が簡単な旋律を歌うが、右手の和音に支えられて左手が激情を歌う嬰ト短調のフレーズによって中断される。その後再び元の主題に戻り、華々しいコーダが展開されて曲を締めくくる。ショパンのワルツの中でも技巧的な曲である。